# Joseph Thomson (upptäcktsresande)
Joseph Thomson, född 14 februari 1858 i Penpont, Dumfriesshire, Skottland, död 2 augusti 1895 i London, var en skotsk upptäcktsresande.

## Biografi
Thomson studerade i Edinburgh och anslöt sig 1878 som geolog till en expedition till östra Afrika under ledning av Alexander Keith Johnston d.y. Den 28 juni 1879 dog Johnston i feber och sedan blev Thomson expeditionens ledare. Expeditionen utforskade regionen kring Malawisjön och Tanganyikasjön samt följde den 350 km långa floden Lukuga. De återvände med många nyupptäckta djur- och växtarter.
1882 letade han vid floden Ruvuma i Tanzania efter kol, utan resultat. 1883 började Thomson i uppdrag av det kungliga brittiska geografiska sällskapet en expedition från Afrikas östra kustlinje till Victoriasjön. Köpmän från det Brittiska väldet var intresserade av en handelsväg utan stridslystna massajer eller konkurrerande tyskar. Thomsons expedition började bara några månader efter den rivaliserande tyska expeditionen under Gustav Adolf Fischer. Forskningsresan visade att vägen var användbar och de gjorde många nyttiga biologiska, geologiska och etnografiska observationer. Thomson själv hade viss otur då hans försök att bestiga Kilimanjaro under en dag misslyckades och senare blev han stångad av en buffel samt drabbad av malaria och dysenteri.
Thomson utsattes även senare för olika sjukdomar och han dog 1895 i London.
Thomsongasellen och en orm (Limnotrochus thomsoni) uppkallades efter honom.

## Verk i urval
- To the Central African Lakes and Back (2 band, 1881)
- Through Masai Land (1885)
- Through Masai Land - A Journey of Exploration Among the Snowclad Volcanic Mountains and Strange Tribes of Eastern Equatorial Africa (uppdaterad upplaga, 1887)
- Travels in the Atlas and Southern Morocco (1889)
- Mungo Park and the Niger (1890)